# فرودگاه مییتکیینا
فرودگاه مییتکیینا (به انگلیسی: Myitkyina Airport) یک فرودگاه همگانی با کد یاتا MYT است . این فرودگاه در کشور میانمار قرار دارد و در ارتفاع ۱۴۵ متری از سطح دریا واقع شده‌است.

## شرکت‌های هواپیمایی و مقصدهای پروازی
| شرکت‌های هواپیمایی         | مقصدهای پروازی   |
| ------------------------- | ---------------- |
| Air Mandalay              | ماندالای، پوتائو |
| Myanmar National Airlines | ماندالای، پوتائو |
| Air KBZ                   | ماندالای، یانگون |